# Dubiny
Dubiny je vesnice v okrese Praha-východ, je součástí obce Velké Popovice. Nachází se asi 3,8 km na jih od Velkých Popovic. Je zde evidováno 55 adres. Ve vesnici se nacházejí většinou rekreační objekty. Dubiny sousedí diký své poloze u lesa pouze s vesnicí Lojovice, s níž je spojováno jméno české moderátorky počasí Karly Mráčkové.

## Zajímavosti

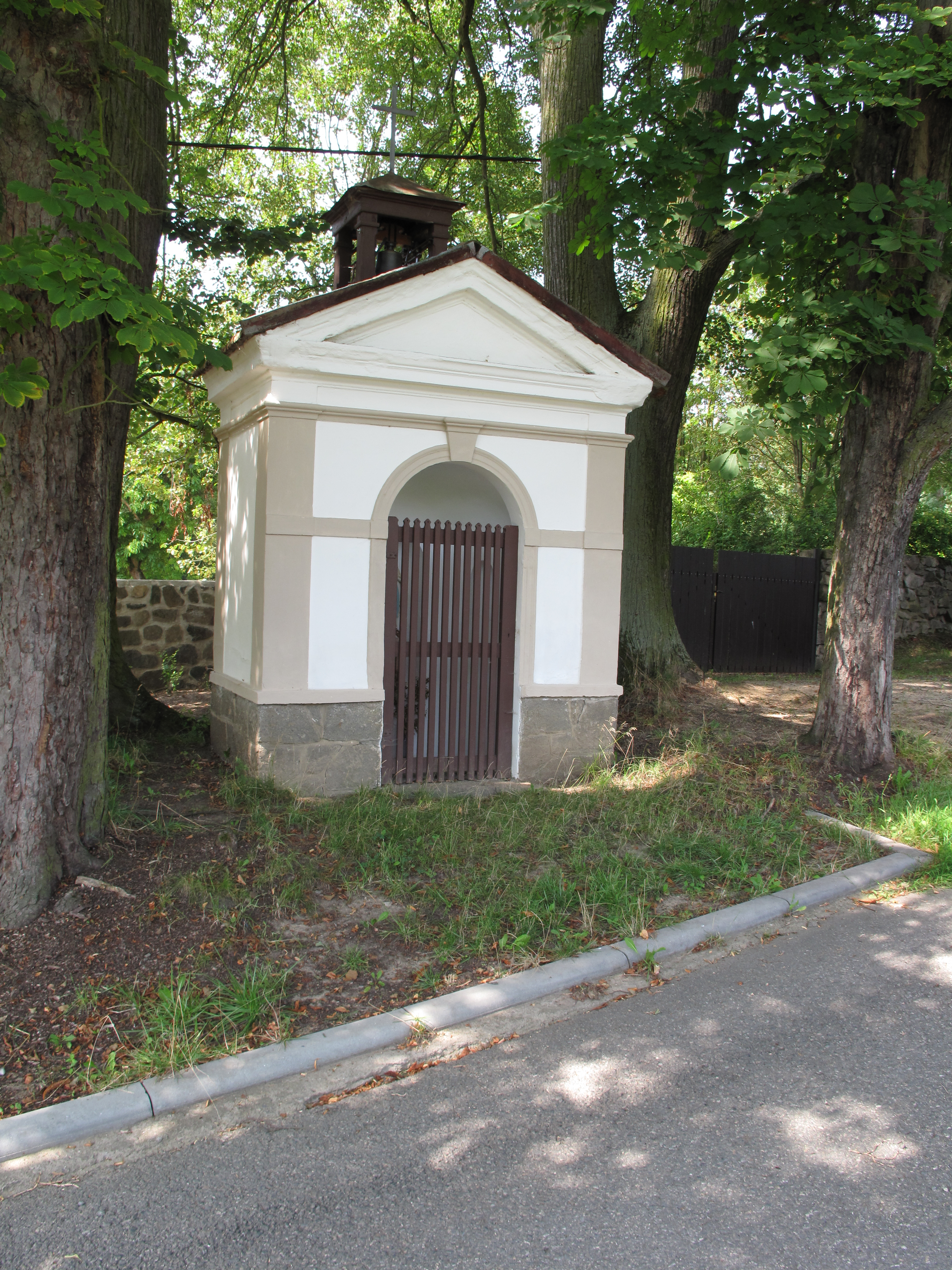
Kaplička na rozcestí v centru Dubin.

### Botanická zahrada
- Soukromá botanická zahrada byla založena roku 1997 a od roku 2013 je členem Unie botanických zahrad ČR. Je umístěna v centru vsi. Rozkládá se na ploše cca půl hektaru a zaměřena je zejména na jehličnany. Výrazným prvkem zahrady jsou jezírka a několik voliér a výběhů exotických obratlovců (papoušci a želvy). Součástí zahrady jsou dva obytné domy. Přístupná je pouze po předchozí domluvě.

### Výklenková kaplička
- V jižní části vsi na křižovatce se nachází drobná výklenková kaplička obklopená čtyřmi jírovci. Uvnitř kapličky je soška Panny Marie. Kaplička se stala v historii již několikrát obětí vandalismu a proto byla před mnoha lety vyklizena, zrekonstruována a zabezpečena. Podle některých zdrojů byla původní soška Panny Marie odcizena, ovšem po rekonstrukci za ní byla úmístěna náhrada.

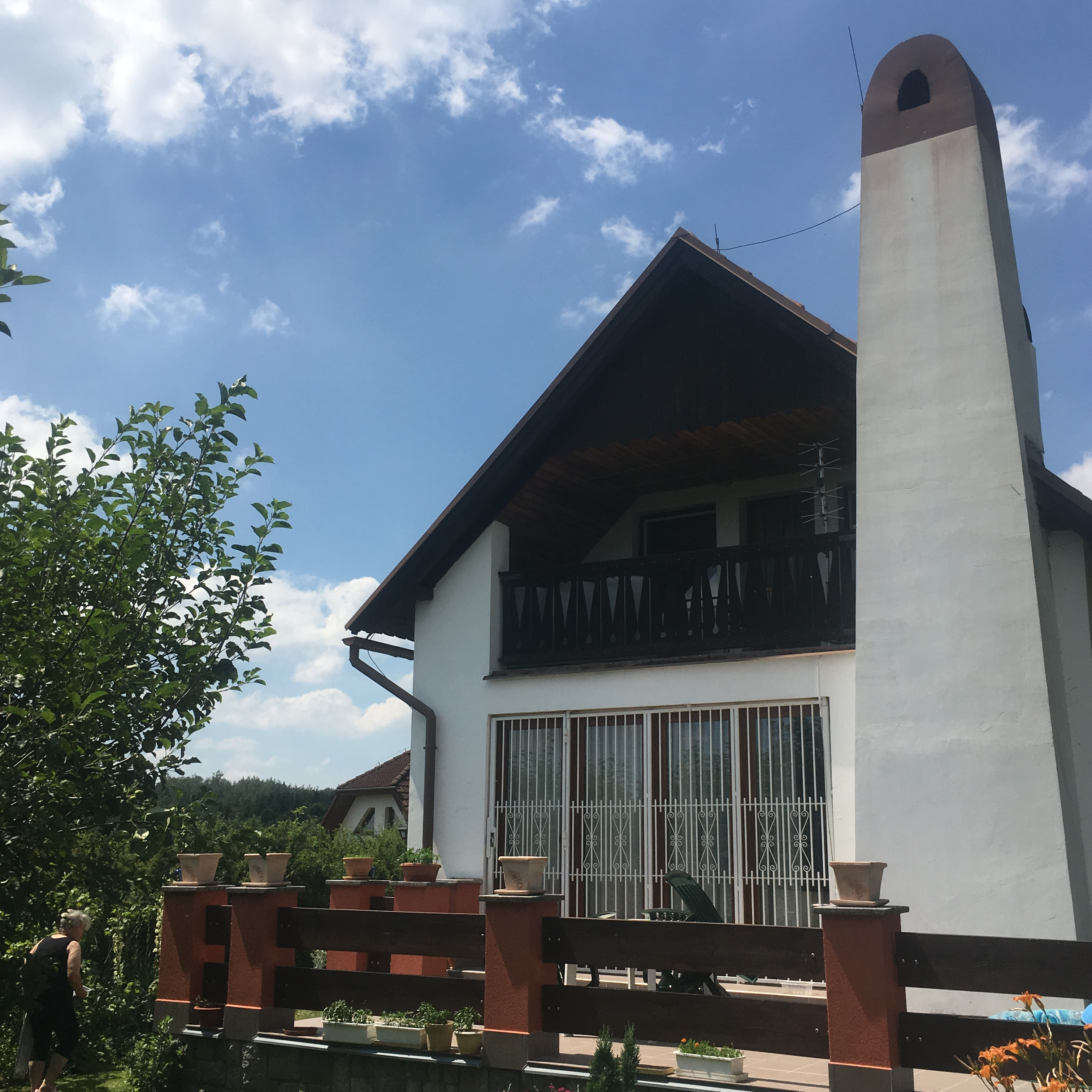
Dům v Dubinách s unikátním komínem.

### Dům s atypickým tvarem a rozměry komínu
- Ve vesnici se nachází řada unikátních budov, které si zaslouží pozornost. Mezi nejzajímavější budovy nepochybně patří dům v centru vsi, původně zamýšlený jako rekreační sídlo, s netradičně vysokým a atypicky tvarovaným komínem.

### Dům s dřevěnými okenicemi a balkónem v balkánském stylu
- S příjezdem do Dubin si nejde ve stráni nevšimnout krásného staršího domu s okenicemi, vyčnívajícího do ulice. Tento dům patří k nejstarším ve vsi [zdroj?]a je stále obývaný.